# Bactrocera hochii
Bactrocera hochii är en tvåvingeart som först beskrevs av Zia 1936.  Bactrocera hochii ingår i släktet Bactrocera och familjen borrflugor. Inga underarter finns listade.